# 三上絵里子
三上 絵里子（みかみ えりこ）は、日本のテレビプロデューサー、日本映画テレビプロデューサー協会理事。
日本テレビでディレクター、プロデューサーなどを務める。

## トラブル
「セクシー田中さん」の撮影時、原作者・芦原妃名子サイドの意向を無視して作品を改変することとそれに対する原作者側の抗議、また脚本家が原作者を貶めるような行動を取ったことで、その後、原作者が自殺した。

## 作品
特記のない作品はチーフプロデューサー担当。
- 2002年
  - 内田春菊の連続女優殺人事件 - プロデューサー
- 2007年
  - 演歌の女王 - アシスタントプロデューサー
  - ホタルノヒカリ - プロデューサー[2]
- 2008年
  - おせん - プロデューサー[3]
  - オー!マイ・ガール!! - プロデューサー[4]
  - the波乗りレストラン（最終回、スペシャルエディション） - 企画協力
- 2009年
  - 神児遊助のげんきのでる恋 - プロデューサー
- 2010年
  - ホタルノヒカリ2 - プロデューサー
- 2011年
  - 美咲ナンバーワン!! - プロデューサー[5]
- 2012年
  - 理想の息子 - プロデューサー[6]
  - 映画 ホタルノヒカリ - プロデューサー
- 2013年
  - チープ・フライト - プロデューサー
  - ダンダリン 労働基準監督官 - プロデューサー[7]
- 2014年
  - 磁石男 - プロデューサー
  - 金曜ロードSHOW!ドラマ特別企画「Dr.ナースエイド」 - プロデューサー[8]
- 2015年
  - デスノート - 編成企画[9]
  - ど根性ガエル - 企画[10]
  - 磁石男2015 - 編成企画
  - いつかティファニーで朝食を - プロデューサー[11]
  - 永久就職試験 - 編成企画[12]
  - 探偵・日暮旅人 - 編成[13]
- 2016年
  - 臨床犯罪学者 火村英生の推理 - 編成企画[14]
  - さよならドビュッシー 〜ピアニスト探偵 岬洋介〜 - 企画[15]
- 2017年
  - 住住 - 企画[16]
  - 銭形警部 - 協力プロデューサー[16]
  - 孤食ロボット - プロデューサー[16]
  - 吾輩の部屋である - プロデューサー[16]
- 2018年
  - 卒業バカメンタリー - 企画[17]
  - ○○な人の末路 - 編成企画
  - トーキョーエイリアンブラザーズ - プロデューサー[17]
  - 部活、好きじゃなきゃダメですか? - 企画プロデューサー
- 2021年
  - きよしこ - 制作統括[18]
  - ボクの殺意が恋をした - 共同プロデューサー
  - ボイスII 110緊急指令室[17]
  - 武士スタント逢坂くん!
  - 生徒が人生をやり直せる学校
  - バンクオーバー!〜史上最弱の強盗〜
  - サムライカアサン
  - 二月の勝者-絶対合格の教室-[19]
  - あなたの番です 劇場版 - エグゼクティブプロデューサー
  - 金曜ロードショー 劇場版公開記念!「あなたの番です」完全新撮スペシャル!
- 2022年
  - 逃亡医F[20]
  - 恋の病と野郎組2
  - ダマせない男
  - 名探偵ステイホームズ
  - ノンレムの窓
  - パンドラの果実〜科学犯罪捜査ファイル〜
  - 金田一少年の事件簿
  - 受付のジョー
  - 初恋の悪魔[21]
  - 新・信長公記〜クラスメイトは戦国武将〜 - 共同プロデューサー
  - 消しゴムをくれた女子を好きになった。
  - 住住 シーズン4
  - ファーストペンギン![22]
  - 今日、ドイツ村は光らない
  - ノンレムの窓 2022・秋
  - 束の間の一花
- 2023年
  - ノンレムの窓 2023・新春[23]
  - ブラッシュアップライフ[24]
  - リバーサルオーケストラ[25]
  - すきすきワンワン!
  - 君と世界が終わる日に 入門編 完全新作1時間SP
  - 君と世界が終わる日に Season4
  - 映画ネメシス 黄金螺旋の謎 - エグゼクティブプロデューサー
  - それってパクリじゃないですか?
  - 春は短し恋せよ男子。
  - ノンレムの窓 2023・夏
  - こっち向いてよ向井くん
  - 紅さすライフ
  - セクシー田中さん[26]
  - 君が死ぬまであと100日
  - ノンレムの窓 2023・冬
- 2024年
  - 侵入者たちの晩餐
  - 厨房のありす[27]
  - 先生さようなら[28]
  - 劇場版 君と世界が終わる日に FINAL - エグゼクティブプロデューサー